# Promenade dans la ville
Promenade dans la ville est la cinquante-troisième histoire de la série Lucky Luke par Morris (dessin) et René Goscinny (scénario). Elle est publiée pour la première fois dans le no 3 du journal Super Pocket Pilote. L'histoire a également été publiée dans La Bataille du riz, album offert par le réseau Total en 1972 et compilant quatre histoires courtes.

## Univers

### Synopsis
Lucky Luke poursuit un voleur de bétail à travers la ville de Yucca Gulch. Les bagarres qui s'ensuivent font découvrir au lecteur cette ville du Far West.

### Personnages
- Lucky Luke, cow-boy
- Buck Flagdown, bandit
- les habitants de Yucca Gulch